# Hsieh Kaylin Sin Yan
Hsieh Kaylin Sin Yan (19 maggio 2001) è una schermitrice hongkonghese, specializzata nella spada.

## Palmarès
- Campionati asiatici

Bangkok 2018: bronzo nella spada individuale.
- Giochi mondiali universitari

Reno-Ruhr 2025: oro nella spada individuale.